# يان أوهمان
يان أوهمان (بالسويدية: Jan Öhman)‏ هو لاعب كرة قدم سويدي في مركز نصف الجناح، ولد في 4 يوليو 1942 في ستوكهولم في السويد. لعب مع أي كي سيريوس وأيك سولنا وسانت لويس ستارز ونادي يورغوردينس.